# Corona de señor

Corona de señor.

La corona de señor  es la insignia o tocado representativo de este título nobiliario. Está compuesta por un cerco de metal precioso con pedrería y rodeado en banda por una hilera de perlas.